# 江上乡
江上乡，是中华人民共和国江西省九江市永修县下辖的一个乡镇级行政单位。

## 行政区划
江上乡下辖以下地区：
江上街社区、江上村、焦冲村、耕源村、大屋村、南坑村和乐平村。